# Altenstädt
Altenstädt ist ein Dorf mit etwa 1200 Einwohnern und ein Stadtteil der Kleinstadt Naumburg im nordhessischen Landkreis Kassel.

## Geographie
Altenstädt liegt in der nordhessischen Berglandschaft in den Ostwaldecker Randsenken, etwa 20 km westlich von Kassel, 6 km südlich von Wolfhagen und 3 km nordöstlich der Kernstadt von Naumburg. Direkte Nachbarorte sind Bründersen im Norden, Balhorn im Osten, Elbenberg im Süden, die Kernstadt Naumburg im Südwesten und Ippinghausen im Westen.
Um den alten Ortskern mit Unterdorf und Oberdorf sind seit dem Ende des Zweiten Weltkriegs mehrere Neubaugebiete entstanden.
Um den Ort liegen die Basaltkegel Weidelsberg, Isthaberg und Wartberg. Die höchste Erhebung innerhalb der 740 ha großen Dorfgemarkung befindet sich mit 364 m ü. NN im Mühlenholz, die niedrigste Stelle ist beim Hardthof mit 299 m. Der Ort selbst liegt etwa in 320 m Höhe, das Neubaugebiet „Kleine Hardt“ auf 348 m.
Altenstädt liegt unmittelbar südlich der Wasserscheide zwischen Eder und Diemel, die zwischen Altenstädt und Bründersen verläuft.

## Geschichte
Die älteste bekannte schriftliche Erwähnung von Altenstädt erfolgte unter dem Namen Alahstat im Codex Eberardi und wird in die Zeit 750–802 bzw. 831 datiert.  Um das Jahr 1123 ging der Ort in Kurmainzer Besitz über. Ab 1435 gehörte der Ort erstmals zum mainzischen Amt Naumburg. Da das umliegende Gebiet mehrheitlich zur Landgrafschaft Hessen gehörte, in der 1526 die Reformation eingeführt wurde, hatte der kleine Ort in der Folge schwer unter dem Streit um die Religion zu leiden, insbesondere nachdem Kurmainz die Rekatholisierung befahl. Dies führte zu vielen Streitigkeiten und gipfelte in einer Brandschatzung durch durchziehende Tillysche Truppen im Jahre 1626.
Auch im Siebenjährigen Krieg wurde Altenstädt mehrmals von Truppen heimgesucht, zunächst 1757 durch Isenburgische Truppen und dann 1759 durch französische Truppen, die auf dem Felde zwischen Altenstädt und Istha gegen die alliierten Truppen kämpften. In der Folge zogen nochmals Franzosen und Engländer bis 1762 durch den Ort und requirierten nach Belieben Nahrungsmittel und Kleidung zur eigenen Versorgung.
1803 kam Altenstädt als Ergebnis des Reichsdeputationshauptschlusses, wie das gesamte Amt Naumburg mit Naumburg, Altendorf und Altenstädt, als Teil des aus bisher mainzischem Besitz neu geschaffenen Nominalfürstentums Fritzlar an die Landgrafschaft Hessen-Kassel. 1821 wurde Altenstädt im Rahmen der kurhessischen Verwaltungsreform mit dem ehemaligen Amt Naumburg dem Kreis Wolfhagen und der übergeordneten Provinz Niederhessen zugeschlagen.
Bis zum Ersten Weltkrieg erhielt Altenstädt eine Wasserleitung und elektrisches Licht. Im Ersten Weltkrieg verloren 34 Altenstädter Männer ihr Leben als Soldaten. In der Zwischenkriegszeit dehnte sich der Ort weiter aus und die Siedlung Sommerweg entstand. Von der Weltwirtschaftskrise betroffen errichteten Altenstädter Arbeitslose in den 1930er Jahren den alten Sportplatz. Der Zweite Weltkrieg entriss 26 Altenstädter Söhne deren Familien. Nach der schweren Bombardierung von Kassel im Oktober 1943 musste Altenstädt Ausgebombte aus Kassel aufnehmen. Zu Ostern 1945 wurde Altenstädt von amerikanischen Truppen besetzt. In der Nachkriegszeit begann eine erhebliche Zuwanderung von Vertriebenen, was sich u. a. in der Ortserweiterung in mehreren Neubaugebieten niederschlug. In 1968 wurde die örtliche Grundschule geschlossen.
Am 31. Dezember 1971 verlor die bis dahin selbständige Gemeinde als Ergebnis der hessischen Verwaltungsreform ihre Selbständigkeit und wurde auf freiwilliger Basis in die Stadt Naumburg eingemeindet. Für alle nach Naumburg eingegliederten Gemeinden und die Kernstadt wurden Ortsbezirke mit Ortsbeirat und Ortsvorsteher nach der Hessischen Gemeindeordnung gebildet.

## Bevölkerung
Einwohnerstruktur 2011
Nach den Erhebungen des Zensus 2011 lebten am Stichtag, dem 9. Mai 2011, in Altenstädt 1119 Einwohner. Darunter waren 12 (1,1 %) Ausländer. Nach dem Lebensalter waren 231 Einwohner unter 18 Jahren, 462 zwischen 18 und 49, 243 zwischen 50 und 64 und 174 Einwohner waren 183 und älter. Die Einwohner lebten in 485 Haushalten. Davon waren 126 Singlehaushalte, 129 Paare ohne Kinder und 165 Paare mit Kindern, sowie 39 Alleinerziehende und 6 Wohngemeinschaften. In 90 Haushalten lebten ausschließlich Senioren und in 327 Haushaltungen lebten keine Senioren.
Einwohnerentwicklung
| Quelle: Historisches Ortslexikon |                  |
| • 1579:                          | 21 Köttner       |
| • 1663:                          | 36 Haushaltungen |
| • 1731:                          | 37 Haushaltungen |

| Altenstädt: Einwohnerzahlen von 1834 bis 2020 | Altenstädt: Einwohnerzahlen von 1834 bis 2020 | Altenstädt: Einwohnerzahlen von 1834 bis 2020 | Altenstädt: Einwohnerzahlen von 1834 bis 2020 | Altenstädt: Einwohnerzahlen von 1834 bis 2020 |
| --- | --------------------------------------------- | --------------------------------------------- | --------------------------------------------- | --------------------------------------------- |
| Jahr |                                               |                                               |                                               | Einwohner                                     |
| 1834 | 1834                                          |                                               | 651                                           | 651                                           |
| 1840 | 1840                                          |                                               | 592                                           | 592                                           |
| 1846 | 1846                                          |                                               | 666                                           | 666                                           |
| 1852 | 1852                                          |                                               | 667                                           | 667                                           |
| 1858 | 1858                                          |                                               | 629                                           | 629                                           |
| 1864 | 1864                                          |                                               | 687                                           | 687                                           |
| 1871 | 1871                                          |                                               | 649                                           | 649                                           |
| 1875 | 1875                                          |                                               | 657                                           | 657                                           |
| 1885 | 1885                                          |                                               | 622                                           | 622                                           |
| 1895 | 1895                                          |                                               | 620                                           | 620                                           |
| 1905 | 1905                                          |                                               | 649                                           | 649                                           |
| 1910 | 1910                                          |                                               | 660                                           | 660                                           |
| 1925 | 1925                                          |                                               | 639                                           | 639                                           |
| 1939 | 1939                                          |                                               | 661                                           | 661                                           |
| 1946 | 1946                                          |                                               | 1.045                                         | 1.045                                         |
| 1950 | 1950                                          |                                               | 994                                           | 994                                           |
| 1956 | 1956                                          |                                               | 867                                           | 867                                           |
| 1961 | 1961                                          |                                               | 813                                           | 813                                           |
| 1967 | 1967                                          |                                               | 829                                           | 829                                           |
| 1980 | 1980                                          |                                               | ?                                             | ?                                             |
| 1990 | 1990                                          |                                               | ?                                             | ?                                             |
| 2000 | 2000                                          |                                               | ?                                             | ?                                             |
| 2011 | 2011                                          |                                               | 1.119                                         | 1.119                                         |
| 2020 | 2020                                          |                                               | 1.200                                         | 1.200                                         |
| Datenquelle: Historisches Gemeindeverzeichnis für Hessen: Die Bevölkerung der Gemeinden 1834 bis 1967. Wiesbaden: Hessisches Statistisches Landesamt, 1968. Weitere Quellen: LAGIS; Stadt Naumburg; Zensus 2011 |                                               |                                               |                                               |                                               |

## Religion
Altenstädt hat zwei kirchliche Gemeinden: Neben der evangelischen Kirchengemeinde gibt es die Selbständige Evangelisch-Lutherische Kirchengemeinde. 1873 spaltete sich von der evangelischen Gemeinde ein Teil der Gläubigen, aufgrund staatlicher Vorgaben aus Preußen, ab und bildete die sog. Renitente Gemeinde, Teil der „Renitenten Kirche ungeänderter Augsburgischer Konfession“, Urzelle der heutigen Selbständig-Evangelisch-Lutherischen Kirchengemeinde.
Historische Religionszugehörigkeit
| Quelle: Historisches Ortslexikon |                                                                   |
| • 1885:                          | 620 evangelische (= 99,68 %), 2 katholische (= 0,32 %) Einwohner  |
| • 1961:                          | 756 evangelische (= 92,99 %), 41 katholische (= 5,04 %) Einwohner |

## Politik
Der Ortsbeirat für den Ortsbezirk Altenstädt besteht aus neun Mitgliedern. Die Wahlbeteiligung zur Wahl des Ortsbeirats bei der Kommunalwahl 2021 betrug 56,80 %. Dabei wurden gewählt: fünf Mitglieder der SPD, zwei Mitglieder der CDU und zwei Mitglieder der „Freien Wählergemeinschaft“. Der Ortsbeirat wählte Yvonne Franke (SPD) zur Ortsvorsteherin.

## Sprachgrenze
Die Wasserscheide war auch die Grenze zwischen dem sächsischen (nördlichen) und dem fränkischen (südlichen) Hessengau des frühen Mittelalters, und hier verläuft daher auch heute noch die mitteldeutsch-niederdeutsche Sprachgrenze. In Altenstädt wird nordhessisch gesprochen, ein niederhessischer und somit mitteldeutscher Dialekt, im Nachbarort Bründersen hingegen ein altsächsischer und damit niederdeutscher Dialekt.

## Kirchen
Der gotische Turm der denkmalgeschützten evangelischen Dorfkirche ist ein ehemaliger Wehrturm; er hat vier Wichhäuschen am Helmaufsatz. Das Kirchenschiff wurde von 1753 bis 1754 nach Plänen des inzwischen verstorbenen hessen-kasselischen Landbaumeisters Giovanni Ghezzi (1677–1746) als Saalkirche mit außen dreiseitigem und innen rundem Chor errichtet. Der verzierte steinerne Altartisch stammt von 1763, die Orgel von 1843.
Die Kirche der Selbständig-Evangelisch-Lutherischen Kirchengemeinde wurde 1923 von den Gemeindemitgliedern am Rande des alten Ortskerns errichtet.

## Wirtschaft
Das dörfliche Leben ist geprägt durch eine rege Vereinsarbeit und bürgerschaftliche Eigeninitiative. Die ursprünglich bäuerliche Struktur hat sich gewandelt. Außer in den ansässigen Handwerks- und Dienstleistungsbetrieben finden viele Altenstädter ihre Arbeit heute als Pendler, so z. B. im etwa 20 km entfernten Volkswagenwerk in Baunatal.

## Persönlichkeiten, die in Altenstädt gewirkt haben
- Georg Feige (* 4. März 1901 in Kassel; † 28. Januar 1999 in Altenstädt), Heimat- und Familienforscher[12]